# Calum MacDonald (musiker)
Calum MacDonald (skotsk gælisk: Calum MacDhomhnaill; født 12. november 1953) er en skotsk percussionist i det keltisk rockband Runrig, samt gruppens primære sangskriver sammen med sin ældre bror, Rory MacDonald. Rory skriver normalt melodien og Calum skriver teksterne.

## Tidligt liv
Hans bror, Rory, blev født Dornoch, Sutherland. Hans far, Donald John MacDonald fra Scalpay, var veteran fra anden verdenskrig. Familien flyttede til North Uist, da Rory var omkring fire åg gammel. Calu blev født i Lochmaddy, North Uist.
Da Rory begyndte i High School, som på dette tidspunkt på i Portree på Isle of Skye, flyttede helle familien. Det var på Isle of Skye at brødrene dannede Runrig sammen med Blair Douglas og efterfølgende Donnie Munro.
MacDonald gik på Jordanhill College og han arbejdede som idrætslærer indtil Runrig indtil han begyndte at spille på fuld tid i Runrig.

## Senere liv
I 1980'erne blev Macdonalds kristne tro større, og det begyndte at få indflydelse på teksterne både på gælisk og engelsk. Han boede i Edinburgh i 1980'erne og 1990'erne, før han flyttede med familien til Contin i det skotske højland. Macdonald har bidraget med vokal til flere af Runrigs sange, heriblandt "Dust" og "Faileas air an Airigh".
Hans søn, Donald MacDonald, der kaldes Seeds, er også sangskriver og optræder med sit eget band kaldet Donald MacDonald & the Islands.